# Roger Scruton
Roger Vernon Scruton (ur. 27 lutego 1944 w Buslingthorpe, zm. 12 stycznia 2020) – brytyjski filozof, pisarz i kompozytor. Autor ponad trzydziestu książek z dziedziny filozofii, krytyki literackiej, eseistyki politycznej i kulturalnej oraz powieści tłumaczonych na wiele języków.

## Życiorys
Ukończył Jesus College Uniwersytetu w Cambridge oraz Birkbeck College w Londynie. Był profesorem i wykładowcą filozofii, autorem wielu prac z zakresu historii filozofii, filozofii polityki i estetyki oraz znanym pisarzem, krytykiem, eseistą, publicystą, a także redaktorem naczelnym The Salisbury Review.
Konserwatysta – założyciel Conservative Philosophy Group. Jedna z maksym R. Scrutona (1995) brzmi następująco: Ilekroć zezwalasz, by przestępstwo nie zostało właściwie ukarane, stajesz po stronie zła.
Czynnie angażował się w antykomunistyczną działalność i pomoc w krajach zniewolonych (przebywał w czechosłowackim więzieniu, był wydalony z tego kraju w latach 80. XX wieku). Był wykładowcą filozofii estetyki (Birkbeck College, Boston University, St Andrew’s w Szkocji). Wypowiadał się na tematy związane z polityką, kulturą, środowiskiem, cenił dobro tradycji – był znawcą wina i żarliwym obrońcą obyczajów takich jak m.in. polowania z nagonką. Mieszkał na farmie na wsi w południowej Anglii, z żoną i dwójką dzieci, w otoczeniu swoich koni, bez telewizora, między innymi uprawiając ogród i piekąc własnoręcznie chleb.
W 2002 Scruton został skrytykowany za pisanie artykułów na temat palenia, bez deklarowania, że otrzymywał w tym czasie regularne płatności od firmy Japan Tobacco International (JTI) (wcześniej R.J. Reynolds). W 1999 Scrouton z żoną pracując dla Horshells Farm Enterprises rozpoczęli pisanie kwartalnika The Risk of Freedom Briefing (1999–2007), o ryzyku kontroli państwowej.
Publikowane dyskusje na temat narkotyków, alkoholu i tytoniu były sponsorowane przez przedsiębiorstwo JTI i kolportowane w środowisku dziennikarskim. Scruton, opłacany przez koncerny tytoniowe, napisał kilka artykułów w obronie palenia, w tym jeden dla The Times, trzy dla The Wall Street Journal, jeden dla City Journal oraz 65-stronowy pamflet dla Institute of Economic Affairs, WHO, What, and Why: Trans-national Government, Legitimacy and the World Health Organisation (2000). Ten ostatni krytykował kampanię WHO przeciw paleniu, argumentując to tym, że organizacje międzynarodowe nie powinny wpływać na krajowe regulacje, ponieważ nie są odpowiedzialne wobec elektoratu.
The Guardian poinformował w 2002, że Scruton pisał na tematy, w kwestii których nie zgłosił tego, że otrzymywał 54.000 £ rocznie  z JTI. Płatności wyszły na jaw w październiku 2001, kiedy email Scrutonów wyciekł do gazety. Podpisany przez żonę Scrutona, email prosił firmę o zwiększenie sponsoringu z 4500 do 5500 funtów brytyjskich w zamian za to, że Scruton postara się pisać artykuł co dwa miesiące w The Wall Street Journal, Times, Telegraph, Spectator, Financial Times, Economist, Independent lub New Statesman. Scruton stwierdził, że email został skradziony, stwierdził, jakoby nie ukrywał swojego związku z przedsiębiorstwem JTI. W odpowiedzi na artykuł The Guardian, gazeta The Financial Times zerwała kontrakt ze Scrutonem, The Wall Street Journal zawiesił z nim działalność, Institute for Economic Affairs zapowiedział wprowadzenie deklaracji autorskich. Chatto & Windus wycofał się z negocjacji w kwestii nowej książki, a Birkbeck usunął z listy wykładowców.
W 2019 otrzymał z rąk polskiego ministra kultury i dziedzictwa narodowego Piotra Glińskiego Doroczną Nagrodę MKiDN w kategorii Architektura.

## Publikacje w języku polskim
Filozofia i polityka:
- Intelektualiści nowej lewicy, wyd I: (pod tyt. Myśliciele nowej lewicy) Wrocław 1988, Wydawnictwo Wers, wyd II: Poznań 1998, Wyd. Wydawnictwo Zysk i Spółka, s. 301, seria Antropos, ISBN 83-7150-393-8 (Thinkers of the new left 1985)
- Przewodnik po filozofii dla inteligentnych, Warszawa 2000, 2002, PWN, ISBN 83-01-13313-9 (An Intelligent Person’s Guide To Philosophy 1996)
- Co znaczy konserwatyzm? Poznań 2002, Wydawnictwo Zysk i Spółka, seria Antropos, ISBN 83-7150-993-6 (The Meaning Of Conservatism 1980)
- Słownik myśli politycznej, Poznań 2002, Wydawnictwo Zysk i Spółka (A Dictionary Of Political Thought 1982)
- Zachód i cała reszta. Globalizacja a zagrożenie terrorystyczne, Poznań 2003, Wyd. Wydawnictwo Zysk i Spółka, s. 156, seria Antropos, ISBN 83-7298-430-1 (The West and the Rest. Globalisation and the Terrorist Threat 2002)
- Spinoza, Warszawa 2006, Wyd. Prószyński i S-ka ISBN 83-7469-365-7 (Spinoza 1987)
- Przewodnik po kulturze nowoczesnej dla inteligentnych, Łódź-Wrocław 2006, Wydawnictwo Thesaurus, ISBN 978-83-910254-2-0 (An Intelligent Person’s Guide to Modern Culture 1998)
- Pożądanie, Kraków 2009, Ośrodek Myśli Politycznej (Sexual Desire: A Moral Philosophy of the Erotic 1986)
- Kultura jest ważna. Wiara i uczucie w osaczonym świecie 2010 (Culture Counts: Faith and Feeling in a World Besieged 2007)
- Pożytki z pesymizmu i niebezpieczeństwa fałszywej nadziei, Poznań 2012, Zysk i S-ka (The Uses of Pessimism: And the Danger of False Hope 2010)
- Piję, więc jestem, Wydawnictwo Aletheia
- Oblicze Boga, tłum. Grzegorczyk Justyna, Poznań 2015, Wydawnictwo Zysk i S-ka, seria Antropos
- Jak być konserwatystą, tłum. Tomasz Bieroń, Poznań 2016, Wyd. Wydawnictwo Zysk i Spółka, seria Antropos (How To Be a Conservative, 2014)
- Zielona filozofia. Jak poważnie myśleć o naszej planecie, Poznań 2017
- Piękno, tłum. Sylwia Krawczyk, Wydawnictwo Uniwersytetu Łódzkiego, Łódź 2018
- Muzyka jest ważna, tłum. Katarzyna Marczak, Kraków 2020, Fundacja inCanto, ISBN 978-83-954882-5-2 (Music as an Art 2018)
- Zrozumieć muzykę, tłum. Katarzyna Marczak, Kraków 2022, Fundacja inCanto, ISBN 978-83-965288-0-3 (Understanding Music 2009, 2016)
- Kant, tłum. Joanna Bednarek, Warszawa 2022, Wydawnictwo Naukowe PWN, ISBN 978-83-0122-275-8 (Kant: A Very Short Introduction, 2001)
- Estetyka muzyki, tłum. Zbigniew Skowron, Kraków 2024, Polskie Wydawnictwo Muzyczne, ISBN 978-83-224-5135-9

Beletrystyka:
- Dialogi ksantypiczne, Kęty 2005, Wydawnictwo Antyk, 2005, ISBN 83-89637-31-6 (Xanthippic dialogues 1993)

## Odznaczenia
- Medal Za Zasługi I Stopnia – Czechy 1998
- Krzyż Wielki Orderu Zasługi Rzeczypospolitej Polskiej – Polska 2019[20]
- Krzyż Komandorski z Gwiazdą Orderu Zasługi – Węgry 2019[21]